# Rheider Au
Die Rheider Au (auch Spangenbach; dänisch: Rejde Å, Spangebæk) ist ein Zufluss der Treene. Ihren Ursprung hat sie auf der Schleswigschen Geest bei Schleswig. 
Unmittelbar nördlich des Baches verlaufen die Grenzbefestigungen des Danewerks.
Die Au ist erstmals 1649 als Olde aw (≈Alte Au) schriftlich dokumentiert worden. Die Variante Rheider Au lässt sich zu germ. raiþ (altnordisch: rāsa≈rasen, stürzen) zurückführen. Die Variante Spangenbach, Spangebæk geht auf altdän. spang für einen Brückensteg über einen Wasserlauf zurück.